# Picoplàncton
El picoplancton és la fracció de plàncton composta per cèl·lules entre 0,2 i 2 μm. Poden ser tant:
- fotosintètiques: picoplàncton fotosintètic
- heterotròfiques: picoplàncton heterotròfic; conjuntament es considera la principal font de la producció primària.

Algunes espècies poden ser també mixotròfiques. Donada la seva mida petita, aquesta fracció del plàncton se sol capturar amb ampolles oceanogràfiques i no amb xarxes.